# イーゴリ・タム
イーゴリ・エヴゲーニエヴィチ・タム（ロシア語: И́горь Евге́ньевич Та́мм〔イーゴリ・イェヴギェーニェヴィチュ・ターム〕、Igor Yevgenyevich Tamm、1895年6月26日（ユリウス暦）/7月8日（グレゴリオ暦） – 1971年4月12日)はソビエト連邦、ロシアの物理学者である。1953年パーヴェル・チェレンコフ、イリヤ・フランクとチェレンコフ効果の発見とその解釈の功績によりノーベル物理学賞を受賞した。またアンドレイ・サハロフとともにトカマク型のプラズマ閉じ込めの方式を考案した。

## 経歴
ウラジオストックに生まれた。1913年から1914年エジンバラ大学で学んだ後、モスクワ大学を1918年に卒業した。1924年から1934年までモスクワ大学の教官を務めた。1934年のチェレンコフによる液体中のガンマ線の通過による発光現象の発見をうけて、1937年イリヤ・フランクとこのチェレンコフ放射を理論的に説明した。この功績で1958年にノーベル物理学賞を受賞した。後に核融合の研究を行うレベデフ物理学研究所で研究し、トカマク型の核融合炉の開発を行った。
ノーベル賞のほか、1967年ロモノーソフ金メダルを受賞している。

## 逸話
タムの孫であるレオニード・ベルンスキイは、祖父から聞いた思い出としてドラマチックな逸話を証言している。タムがロシア内戦中の1920年に、白軍の支配地域であったクリミアから、赤軍が解放していたエリザヴェトグラードへと脱出しようとしたときことである。道中で空き家をみつけて夜を明かしていたタム一行だったが、赤軍の一隊に見つかり拘束された。白軍のスパイとみなされ処刑されるところだったが、赤軍の部隊長は大学を中退しているが学のある人間で、タムが自分はモスクワ大学の物理・数学部出身であることを明かすと、タムを試そうとした。
鉛筆と紙を与えられたタムは、ろうそくを灯して夜明けまでかけて取り組んだものの完全に成功することはできなかった。しかし部隊長はタムに学識があることを認め、また、自分は大学をやめて久しいので答えがあっているのかはそもそもわからなかったと明かしたという。タムは銃殺こそまぬがれたものの結局解放されず、チェーカーに引き渡されるはずだったが、移送先で訪ねることのできた知人の身元保証により解放された。